# Олівер (Пенсільванія)
Олівер (англ. Oliver) — переписна місцевість (CDP) в США, в окрузі Файєтт штату Пенсільванія. Населення — 2538 осіб (2020).

## Географія
Олівер розташований за координатами 39°54′55″ пн. ш. 79°43′17″ зх. д. / 39.91528° пн. ш. 79.72139° зх. д. (39.915283, -79.721272).  За даними Бюро перепису населення США в 2010 році переписна місцевість мала площу 5,74 км², уся площа — суходіл.

## Демографія
Згідно з переписом 2010 року, у переписній місцевості мешкало 2535 осіб у 1095 домогосподарствах у складі 668 родин. Густота населення становила 442 особи/км².  Було 1185 помешкань (206/км²).
Расовий склад населення:
| - 92,1 % — білих - 5,5 % — чорних або афроамериканців - 0,1 % — корінних американців - 0,1 % — азіатів |

До двох чи більше рас належало 2,2 %. Частка іспаномовних становила 0,8 % від усіх жителів.
За віковим діапазоном населення розподілялося таким чином: 19,0 % — особи молодші 18 років, 58,4 % — особи у віці 18—64 років, 22,6 % — особи у віці 65 років та старші. Медіана віку мешканця становила 46,0 року. На 100 осіб жіночої статі у переписній місцевості припадало 83,8 чоловіків;  на 100 жінок у віці від 18 років та старших — 80,7 чоловіків також старших 18 років.
Середній дохід на одне домашнє господарство  становив 43 023 долари США (медіана — 30 466), а середній дохід на одну сім'ю — 40 662 долари (медіана — 32 784). За межею бідності перебувало 19,5 % осіб, у тому числі 23,6 % дітей у віці до 18 років та 19,4 % осіб у віці 65 років та старших.
Цивільне працевлаштоване населення становило 1083 особи. Основні галузі зайнятості: освіта, охорона здоров'я та соціальна допомога — 27,1 %, роздрібна торгівля — 16,5 %, виробництво — 14,2 %.